# رضا تقوی (بازیکن فوتبال)
رضا تقوی (زادهٔ ۱۷ آبان ۱۳۳۹ در ساری) بازیکن سابق و مربی فوتبال اهل ایران است. او سابقه بازی در تیم‌های برق، نیروی زمینی، هما، نساجی و شموشک را دارد. وی همچنین سابقه بازی برای تیم ملی فوتبال ایران را دارد. رضا تقوی برادر محمد تقوی، مربی فوتبال است. او هدایت تیم‌های نوژن و صنعت را بر عهده داشته است.